# Рикардо Мути
Рикардо Мути (итал. Riccardo Muti; Напуљ, 28. јул 1941) је италијански диригент. Био је музички директор у Чикашком симфонијском оркестру, Оркестру Ђованиле Луиђи Керубини, фестивала Мађо Музикале у Фиренци, Филхармонијском оркестру у Лондону, Филаделфијском оркестру, Миланској скали и на Салцбуршком фестивалу.
Мути се посебно везује за музику Ђузепеа Вердија. Међу водећим светским диригентима, у Бахтрак анкети из 2015. године, музички критичари су га сврстали као петог најбољег живог диригента на свету. Мути је добио и две Греми награде.

## Детињство и образовање
Мути је рођен у Напуљу, али је своје рано детињство провео у Молфети, у близини Барија, у области Апулије на јужној италијанској обали Јадрана. Његов отац, Доменико, био је патолог у Молфети, као и певач аматер и велики љубитељ музике. Његова мајка Гилда, била је уздржана и строга Наполитанка која је родила петоро деце.
Мути је дипломирао на Лицео класико Виторио Емануел II у Напуљу, затим је студирао клавир на Конзерваторијуму Сан Пјетро а Мајела код Винћенца Виталеа. Након тога је добио диплому из композиције и дириговања на Конзерваторијуму Ђузепе Верди у Милану, где је студирао код композитора Бруна Бетинелија и диригента Антонина Вота. Такође је студирао композицију код Нина Роте, кога сматра ментором. Једногласно му је додељено прво место жирија „Такмичења за диригенте Гвидо Кантели“ у Милану 1967. године, а следеће године постао је главни диригент и музички директор фестивала Мађо Музикале у Фиренци, и ту функцију је обављао једанаест година.

## Каријера
Од 1971. године био је чест диригент опера и концерата на Салцбуршком фестивалу, где је посебно био познат по својим дириговањима Моцартовим операма. Од 1972. године Мути је редовно дириговао Филхармонијским оркестром у Лондону, а 1973. је постављен за његовог главног диригента, наследивши Ота Клемперера.
Године 1986. Мути је постао главни диригент филхармонје Миланске Скале, са којом је 1988. године био на турнеји по Европи. Године 1989. дириговао је уживо извођење Моцартовог Дон Ђованија. Године 1991, након дванаест година као музички директор, најавио је оставку из Филаделфијског оркестра, која је ступила на снагу на крају сезоне 1991–1992.
Године 1995. био је председник жирија Међународног композиторског такмичења "Други август".

### Берлин и Беч
Мути је био редован гост Берлинске филхармоније и Бечке филхармоније. Године 1996. дириговао је Бечком филхармонијом током Бечке фестивалске недеље и на турнеји у Јапану, Кореји, Хонг Конгу и Немачкој. Последња турнеја са Бечком филхармонијом била му је у Јапану 2008. Мути је такође водио орекестар током Бечког новогодишњег концерта у 7 наврата: 1993, 1997, 2000, 2004, 2018, 2021. и 2025.

### Музички директор
Осим рада у Миланској Скали, где је био музички директор 19 година, Мути је водио оперске наступе са Филаделфијским оркестром и продукције у главним оперским кућама Рима (од 1969), Равене, Беча, Лондона (од 1977), Минхена (од 1979. године) и Њујорка (2010). Његов рад са Бечком државном опером обухватао је Аиду 1973, Моћ судбине 1974, Норму 1977, Риголета 1983, Тако чине све 1996 и 2008, Дон Ђованија 1999 и Фигарову женидбу2011.

### Наступи у Салцбургу
Мути је први пут дириговао на Салцбуршком фестивалу 1971. године са Доницетијевим Дон Пасквалеом (у поставци Ладислава Штроса). Мути се касније редовно појављивао на Салцбуршком фестивалу, диригујући бројним концертима и оперским продукцијама са Бечком филхармонијом. Од 2007. до 2011. Мути је био главни диригент на Салцбуршком фестивалу. 2011. је дириговао новом продукцијом Вердијевог Магбета, коју је режирао Питер Штајн. За Салцбуршки фестивал 2017. дириговао је Аиду у режији Ширин Нешат.

### Рикардо Мути и Италијанска оперска академија
У јулу 2015. остварена је жеља Рикарда Мутија да се још више посвети школовању младих музичара: прво издање Италијанске оперске академије Рикарда Мутија за младе диригенте, репетиторе и певаче одржано је уз велико признање у Театру Алигијери у Равени уз учешће музичара и публике љубитеља музике из целог света. Академија има за циљ да младим музичарима пренесе искуство и лекције Рикарда Мутија и да публика схвати пуну сложеност оперске продукције.

### У Сједињеним Америчким Државама
У Сједињеним Државама, од 1980. до 1992. Мути је био музички директор Филаделфијског оркестра, којег је водио на бројним међународним турнејама. Године 1979. именован је за музичког директора, а 1992. за диригентског лауреата овог оркестра.
Мути је био редован и популаран гостујући диригент у Њујоршкој филхармонији. Музичари у њујоршком оркестру су наводно били заинтересовани – пред крај мандата Курта Мазура и Лорина Мазела – да им диригент у исто врреме буде и музички директор. Међутим, Мути је изјавио да не жели да преузме такав положај.
Мути је први пут као гост дириговао Чикашким симфонијским оркестром 1973. године на Фестивалу Равинија, али се вратио као гостујући диригент у Чикаго тек 2007. У мају 2008, је именован за музичког директора у сезони 2010–2011, са почетним уговором од пет година. Његово последње продужење уговора, најављено у јануару 2018, је до сезоне 2021–2022. У јануару 2020. Чикашки симфонијски оркестар је потврдио да Мути треба да закључи свој уговор на крају сезоне 2021–2022. У септембру 2021. најављена је ревизија Мутијевог уговора као музичког директора, уз продужење мандата до краја сезоне 2022-2023.

### Политички ангажман
У ноћи 12. марта 2011. године, Мути је у Риму извео прво у низу заказаних извођења Вердијеве опере Набуко. По завршетку рефрена „ Ва, пенсијеро“, који садржи стихове „О земљо моја, тако си лепа и тако изгубљена“ (итал. Oh mia patria, sì bella e perduta), публика је „срдачно аплаудирала“. Мути се, кршећи оперски протокол и строге конвенције самог композитора Вердија, окренуо публици и одржао кратак говор, осврнувши се на озбиљне буџетске резове које је најавила Берлусконијева влада, а које ће посебно утицати на финансирање уметности. Мути је говорио о потреби одржавања културе у Италији, подстакнут, како је касније навео, уверењем да је „убијање културе у земљи попут Италије злочин против друштва. Култура је духовни лепак који држи народ заједно.“ Оперска публика је на позив Мутија за бис, устала и запевала уз хор на сцени. Мути подсећа да је „80 одсто публике знало текст” и певало, док су „неки чланови хора били у сузама”.
18. марта поновљен је наступ Набука пред италијанским председником Ђорђом Наполитаном и премијером Силвиом Берлусконијем. Мути, који је изјавио да му је то било први пут у животу да је заједно дириговао хором и публиком, а такође и последњи, је том приликом дириговао Вердијевом опером на „ортодоксан“ начин.

## Лични живот
Мути је ожењен Маријом Кристином Мацавилани, оснивачицом и директорком Равенског фестивала. Имају два сина, Доменика и Франческа, и ћерку Кјару, која је удата за пијанисту Дејвида Фреја. Мути такође поседује резиденцију у близини Салцбурга.
Године 2010. Мути је написао аутобиографију. Следеће године преведена је и објављена на енглеском као: Riccardo Muti: An Autobiography: First the Music, Then the Words. Музички критичар Џон фон Рајн из Чикаго трибјуна описао је Мутијеве мемоаре као „фасцинантне“.

## Награде
- Награде Греми (2010). Две награде: за најбољи класични албум и за најбоље хорско извођење за Верди: Реквијем [22]
- Награда Биргит Нилсон (2011).[23]
- Награда принцeзе од Астурије за уметност (2011).
- Премијум Империјале. (2018)[24]